# Eric Ambler
Eric Ambler (Londen, 28 juni 1909 – Londen, 22 oktober 1998) was een Brits schrijver van spionagethrillers. Hij schreef tevens diverse scenario's voor speelfilms, al dan niet gebaseerd op eigen werk.
Zijn eerste roman, The Dark Frontier (1936), was geschreven als een parodie op de Britse thrillers uit die periode. De volgende, Uncommon Danger, was een normale thriller. In de volgende drie jaar produceerde Ambler vier boeken: Epitaph for a Spy, Cause for Alarm, The Mask of Dimitrios en Journey into Fear. Kort daarna ging hij naar het leger. Hij werd geplaatst bij de militaire filmdienst, en schreef het scenario voor The Way Ahead (1944), een film van Carol Reed met David Niven in de hoofdrol. Hij maakte propagandafilms met een Amerikaanse militaire filmeenheid in Italië. Na de oorlog bleef hij werken als scenarioschrijver, eerst in Engeland en later in Hollywood. Hij schreef daarnaast nog een dozijn thrillers vanaf de jaren 1950 (Judgment on Deltchev uit 1951) tot The Care of Time uit 1981.
In de jaren 1950 schreef Ambler onder het pseudoniem Eliot Reed een aantal thrillers in samenwerking met Charles Rodda.
Ambler was tweemaal getrouwd. In 1939 trouwde hij met Louise Crombie; in 1958 met Joan Harrison (zelf een scenarioschrijfster). Hij werd geridderd met een OBE in 1981.
Een van de thema's in zijn werk is dat van gewone mannen (en soms vrouwen) die verwikkeld raken in de machinaties van boosaardige internationale bedrijven; of van stateloze vluchtelingen die een onzekere toekomst tegemoet zien in een onstabiel en onvriendelijk Europa. Veel van zijn helden (eigenlijk antihelden) zijn geen beroepsspionnen maar journalisten, leraars of ingenieurs die in moeilijkheden raken door de verkeerde dingen te doen met de beste bedoelingen.
Eric Ambler won vier Gold Dagger Awards en een Silver Dagger van de Crime Writers' Association. Hij kreeg in 1986 de eerste Cartier Diamond Dagger oeuvreprijs. In 1975 werd hij benoemd tot Grand Master door de Mystery Writers of America.

## Werken

### Boeken
- The Dark Frontier (1936)
- Uncommon Danger (Amerikaanse titel: Background to Danger) (1937)
- Cause for Alarm (1938)
- Epitaph for a Spy (1938)
- The Mask of Dimitrios (1939)
- Journey into Fear (1940)
- Judgment on Deltchev (1951)
- The Schirmer Inheritance (1953)
- The Night-Comers (1956)
- Passage of Arms (1959)
- The Light of Day (1962)
- A Kind of Anger (1964)
- Dirty Story: A Further Account of the Life and Adventures of Arthur Abdel Simpson (1967)
- The Intercom Conspiracy (1969)
- The Levanter (1972)
- Doctor Frigo (1974)
- Send No More Roses (Amerikaanse titel: The Siege of the Villa Lipp) (1977)
- The care of Time (1981)
- Short Not Sweet: Stories so Far (kortverhalenbundel)
- Here Lies Eric Amber (1985, autobiografie)
- The Story So Far (1993, autobiografie)

Onder het pseudoniem Eliot Reed, in samenwerking met Charles Rodda:
- Skytip (1951)
- Tender to Moonlight (Amerikaanse titel: Tender to Danger) (1951)
- The Maras Affair (1953)
- Charter to Danger (1954)
- Passport to Panic (1958)

Verfilmde werken (selectie):
- Journey into Fear als gelijknamige film
- The Light of Day als Topkapi
- Uncommon Danger als Background to Danger

### Filmscenario's (selectie)
- The Way Ahead (1944)
- The Passionate Friends (1949)
- The Cruel Sea (1952)
- The Purple Plain (1954)
- A Night to Remember (1958)
- The Wreck of the Mary Deare (1959)